# Messerschmitt Me 210
Le Messerschmitt Me 210 est un chasseur lourd et avion d'attaque au sol allemand de la Seconde Guerre mondiale construit par Messerschmitt AG.
Il fut conçu pour remplacer le Bf 110, et fit son premier vol le 2 septembre 1939, révélant immédiatement une grande instabilité latérale et une tendance à partir en vrille, problèmes qui ne furent pas résolus malgré un large programme de tests s'étalant jusqu'au début de 1942. Neuf prototypes furent assemblés, quatre d'entre eux s’écrasèrent.
Il entra cependant en service effectif en décembre 1941, l'Allemagne ayant un besoin urgent de « Zerstörer ». Les premiers appareils servirent à la transformation opérationnelle des pilotes de Me 110, mais 27 accidents furent enregistrés dans les quatre premiers mois de son utilisation, causant la mort de 11 équipages.
Pourtant il fut engagé en juin 1942 contre la chasse soviétique, mais se fit laminer. Les survivants se reportèrent sur des missions d'attaque au sol avant d'être remplacés par le Messerschmitt Me 410 Hornisse (« frelon »).
La Hongrie produisit à 272 exemplaires sa propre version de l'appareil, nommée Me 210 Ca1, apte à des bombardements en piqué, et sensiblement plus stable que l'avion allemand.

## Conception et développement
Les ingénieurs de Messerschmitt commencèrent à travailler sur une évolution du Bf 110 en 1937, avant même que ce dernier ne fût opérationnel.
Fin 1938 le Bf 110 entrait en service, mais le ministère de l'Air du Reich (RLM) demanda un modèle plus performant : Messerschmitt proposa son 110 modifié en tant que Me 210, et Arado proposa l'Arado Ar 240.
Le Me 210 réutilisait une partie des pièces du Me 110 ; les principales différences résidaient dans le nez, plus court et situé au-dessus du centre de gravité, et des ailes redessinées pour des vitesses de vol supérieures. Sur le papier les performances du Me 210 étaient impressionnantes : il pouvait, grâce à ses deux moteurs DB 601F de 1 332 ch (993 kW, atteindre 620 km/h — soit 80 km/h de plus que le Bf 110 — et était presque aussi rapide que les chasseurs monomoteurs de l'époque.
Le train d'atterrissage principal du Me 210 reprenait le principe de celui du Ju 88 : chaque train à roue unique avait un axe qui pivotait de 90° pendant sa rentrée, permettant à la roue de se trouver à plat au-dessus de l'axe en position rentrée. Contrairement au Ju 88, en position train sorti, les roues principales étaient côté interne de l'axe et non externes.

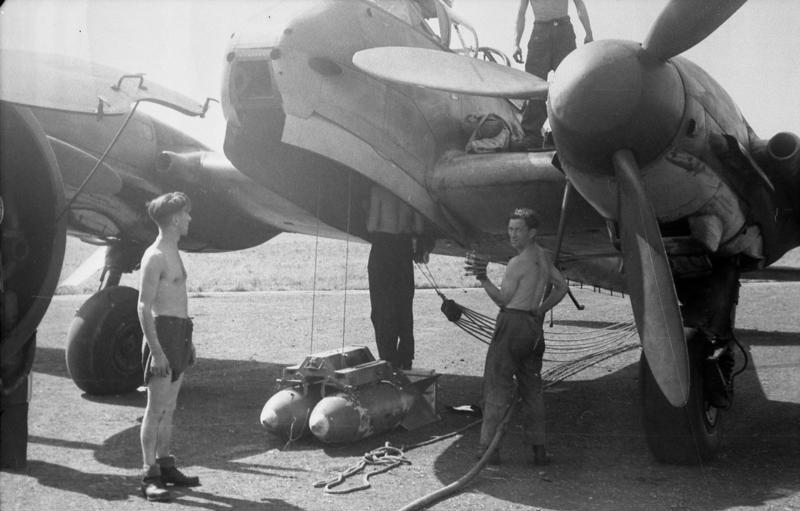
Chargement de bombes dans un Me 210.

Le Bf 110 transportait ses charges accrochées sous les ailes et le fuselage, ce qui augmentait la traînée ; le Me 210 évitait ce problème grâce à un compartiment situé dans le nez, contenant deux bombes de 500 kg.
L'avion était équipé d'aéro-freins de plongée situés sur le dessus des ailes, et d'un viseur de bombardement Stuvi 5B dans le nez pour les cas de bombardements avec un angle de plongée faible.
Dans sa configuration chasseur, le compartiment à bombes était équipé de quatre canons MG 151/20 de 20 mm.

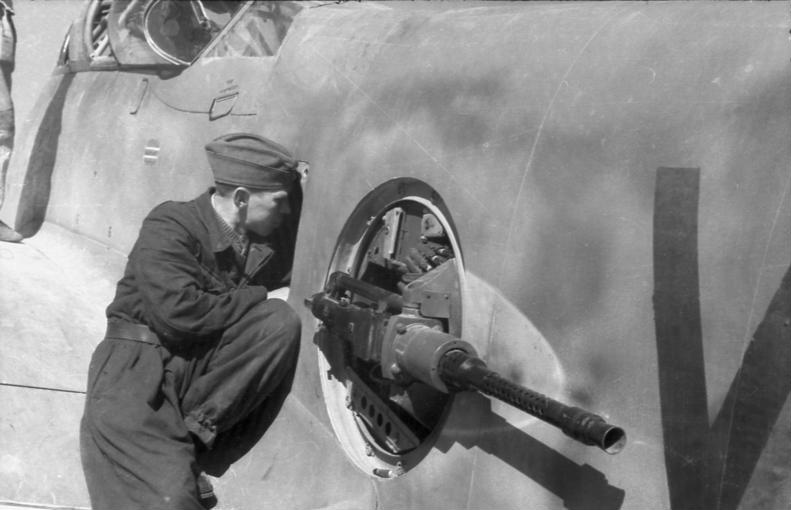
Me 210, Afrique du Nord, un tourelleau latéral arrière et sa MG 131 de 13 mm.

Pour sa défense arrière le Me 210 disposait de deux mitrailleuses MG 131 (13 mm) installées dans des tourelles profilées (forme de demi-goutte d'eau) de chaque côté de l'appareil, contrôlées depuis le poste du mitrailleur avec une poignée de tir similaire à un pistolet mais placée au bout d'un bras, les mitrailleuses suivant les mouvements donnés à ce bras : poussé vers le bas les mitrailleuses piquaient vers le bas, poussé vers le haut elles piquaient vers le haut; poussé à droite seule l'arme située à droite du fuselage suivait le mouvement, inversement si le bras était poussé vers la gauche. Les mitrailleuses étaient déclenchées électriquement, et un interrupteur fin de course évitait tout tir accidentel sur la queue de l'appareil.
Une commande de 1 000 Me 210 fut passée avant même le premier vol d'un prototype. Plus tard cela s'avéra être une erreur.
Le premier prototype vola avec des moteurs DB 601B en septembre 1939 et fut considéré comme dangereux par les pilotes d'essai. La stabilité en virage était mauvaise et l'appareil avait tendance à serpenter, faire des lacets, en vol en palier. Au départ les ingénieurs se concentrèrent sur la dérive double, reprise du Bf 110, et la remplacèrent par une nouvelle dérive unique plus imposante. Cela n'eut quasiment aucun effet et l'avion continua à osciller.
Le Me 210 souffrait aussi de gros problèmes de décrochage aérodynamique. Avec le nez levé ou lors d'un virage, le décrochage se transformait en vrille quand les becs de bord d'attaque s'ouvraient. Le second prototype Me 210 V2 fut perdu de cette manière en septembre 1940, le pilote n'ayant pu sortir de cette vrille et ayant dû sauter. Le pilote d'essai en chef commenta : « le Me 210 a toutes les caractéristiques les moins désirables qu'un appareil puisse avoir… ».
Il fallut 16 prototypes et 94 modèles de présérie pour tenter de résoudre les nombreux problèmes. Néanmoins le RLM souhaitait vraiment remplacer le Bf 110 et lança la production série au printemps 1941. Le modèle montra clairement des problèmes de maniabilité et en conséquence plusieurs éléments furent revus, notamment le fuselage, qui fut rallongé (appelé « Lang »).
Le Me 210C fut assemblé avec le moteur DB 605 et en incluant les modifications de fuselage. Les autorités hongroises étant satisfaites du Me 210C dans l'état courant achetèrent une licence de production pour ce modèle, désigné Me 210Ca (« a » pour Auslandisch) ainsi que pour le moteur DB 605. Plusieurs châssis furent aussi achetés afin d'être terminés dans les usines hongroises et ainsi servir d'entraînement au montage, le temps d'installer les lignes de montage.
La production démarra dans la Dunai Repülőgépgyár Rt. (Usine d'avions du Danube) pour les Me 210 Ca à moteur DB 605B, avec un accord selon lequel la Luftwaffe devait recevoir les deux tiers des appareils construits.
Le ME210 fut aussi développé en version Messerschmitt Me 410 à moteur DB 603.

## Histoire opérationnelle

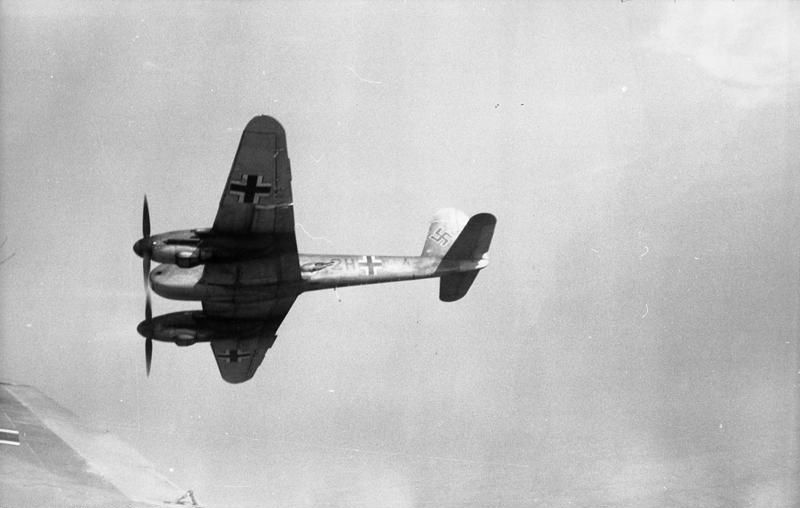
Un Messerschmitt Me 210 en vol en 1942.

Les livraisons aux unités au front commencèrent en avril 1942 et l'appareil se montra encore moins populaire auprès des pilotes.
La production fut arrêtée à la fin du mois après que 90 appareils eurent été fournis. 320 appareils partiellement assemblés furent stockés et le Bf 110 fut remis en production. Même après avoir été amélioré avec le moteur DB 605B et un armement plus important, le Bf 110 était quand même de conception dépassée.
La Luftwaffe commença à recevoir ses appareils de construction hongroise en avril 1943, les Hongrois ne recevant pas les leurs avant 1944. Néanmoins ceux-ci furent plus que satisfaits quand ils entrèrent en service actif. La production s'arrêta en mars 1944 quand l'usine reprit la construction du Bf 109G.
À cette date 267 Me 210C avaient été produits dont 108 fournis à la Luftwaffe. Ils furent utilisés majoritairement en Tunisie et Sardaigne mais furent rapidement remplacés par le Messerschmitt Me 410.

## Versions
Me 210 A-0
Préproduction.
Me 210 A-1
Monoplace bimoteur chasseur-bombardier, bombardier-torpilleur.
Me 210 A-2
Monoplace bimoteur bombardier en piqué, bombardier-torpilleur.
Me 210C
Châssis amélioré, moteur DB 605.
Me 210 Ca-1
Version de production hongroise sous licence du Me 210C.

## Utilisateurs
Allemagnela Luftwaffe utilisa 90 ME 210A construits en Allemagne et 108 Me 210 Ca-1 construits en Hongrie.
 Hongriela force aérienne royale de Hongrie utilisa 179 Me 210 Ca-1 construits en Hongrie.
 Japonl'armée impériale du Japon a reçu un appareil acheté en Allemagne pour des tests et acheminé à bord d'un U-Boot.

### Développement lié
Messerschmitt Me 310,
 Messerschmitt Me 410

### Aéronefs comparables
Focke-Wulf Fw 187